# Justin Steele
Justin Carl Steele (Lucedale, Misisipi, 11 de julio de 1995), más conocido como Justin Steele, es un jugador profesional estadounidense de béisbol que se desempeña en la posición de lanzador en Chicago Cubs, equipo de las Grandes Ligas de Béisbol (MLB).

## Carrera
En 2021, Steele hizo su debut en la MLB con el equipo Chicago Cubs, donde lleva jugando cuatro temporadas.